# Chiridota pacifica
Chiridota pacifica is een zeekomkommer uit de familie Chiridotidae.
De wetenschappelijke naam van de soort werd in 1928 gepubliceerd door Svend Geisler Heding.